# Moggio Udinese
Moggio Udinese (tiếng Friulia Mueç) là một đô thị ở tỉnh Udine trong vùng Friuli-Venezia Giulia thuộc Ý, có cự ly khoảng 100 km về phía tây bắc của Trieste và khoảng 40 km về phia bắc của Udine, on the border with Austria. Tại thời điểm ngày 31 tháng 12 năm 2004, đô thị này có dân số 1.991 người và diện tích là 143,5 km².
Đô thị Moggio Udinese có các frazioni (đơn vị cấp dưới, chủ yếu là các làng) Bevorchians, Campiolo, Dordolla, Grauzaria, Moggessa, Monticello, Ovedasso, Pradis-Chiaranda, và Stavoli.
Moggio Udinese giáp các đô thị: Amaro, Arta Terme, Chiusaforte, Dogna, Hermagor-Pressegger See (Austria), Paularo, Pontebba, Resiutta, Tolmezzo, Venzone.